# Boi Vaquim

Boi Vaquim é uma criatura folclórica brasileira.

## História
Trata-se de um ser fabuloso do Rio Grande do Sul, descrito pelo historiador Contreira Rodrigues. É um boi com asas e guampas de ouro, mete medo aos campeiros, porque chispa fogo pelas pontas das guampas e tem olhos de diamante.[carece de fontes?]
É preciso muita coragem para laçá-lo, braço forte, cavalo bom de pata e de rédeas.